# Рибосомний білок S25
Рибосомний білок S25 (англ. Ribosomal protein S25) – білок, який кодується геном RPS25, розташованим у людей на короткому плечі 11-ї хромосоми.  Довжина поліпептидного ланцюга білка становить 125 амінокислот, а молекулярна маса — 13 742.
| 10         |  | 20         |  | 30         |  | 40         |  | 50         |
| ---------- |  | ---------- |  | ---------- |  | ---------- |  | ---------- |
| MPPKDDKKKK |  | DAGKSAKKDK |  | DPVNKSGGKA |  | KKKKWSKGKV |  | RDKLNNLVLF |
| DKATYDKLCK |  | EVPNYKLITP |  | AVVSERLKIR |  | GSLARAALQE |  | LLSKGLIKLV |
| SKHRAQVIYT |  | RNTKGGDAPA |  | AGEDA      |  |            |  |            |

A: Аланін

C: Цистеїн

D: Аспарагінова кислота

E: Глутамінова кислота

F: Фенілаланін

G: Гліцин

H: Гістидин

I: Ізолейцин

K: Лізин

L: Лейцин

M: Метіонін

N: Аспарагін

P: Пролін

Q: Глутамін

R: Аргінін

S: Серин

T: Треонін

V: Валін

W: Триптофан

Цей білок за функціями належить до рибонуклеопротеїнів, рибосомних білків. 